# Кенигсон, Владимир Владимирович
Влади́мир Влади́мирович Кенигсо́н (25 октября [7 ноября] 1907, Симферополь — 17 ноября 1986, Москва) — советский актёр театра и кино. Лауреат Сталинской премии первой степени (1950). Народный артист СССР (1982), мастер дубляжа.

## Биография
Родился 25 октября (7 ноября) 1907 года в семье присяжного поверенного Владимира Петровича Кенигсона (1847—1920) и Варвары Малюгиной, уроженки Полтавской губернии, в Симферополе. Отец был шведом по происхождению, это был его второй брак; служил товарищем прокурора Симферопольского окружного суда, а после выхода в отставку в чине статского советника стал присяжным поверенным. Родители узаконили брак через два года, в 1909 году.
В 1925 году окончил студию при Крымском драматическом театре (ныне — Крымский академический русский драматический театр им. А. М. Горького) в Симферополе и был принят в труппу стажёром, с 1927 по 1928 и с 1933 по 1934 год — актёр этого театра. В 1928—1942 годах (с перерывами) — актёр Днепропетровского театра русской драмы имени М. Горького (ныне — Днепровский академический театр драмы и комедии). В 1930—1931 годах — актёр Первого передвижного театра Украинской ССР (Сумы, Херсон, Винница). В 1934—1935 годах — актёр Самарского драматического театра (ныне — Самарский театр драмы имени М. Горького).
С 1941 года — в эвакуации с Днепропетровским театром русской драмы им. М. Горького в Барнауле. В 1942 году в этом городе был размещён Камерный театр под руководством А. Я. Таирова из Москвы. Актёр обратился к А. Я. Таирову с письмом, в котором написал о своём желании перейти в труппу его театра и пригласил посмотреть спектакли со своим участием. По воспоминаниям актёра Камерного театра Ю. О. Хмельницкого, в спектакле Владимир играл «убедительно, профессионально» — и вскоре был принят в труппу Камерного театра. По словам Ю. О. Хмельницкого, Владимир «оказался не только хорошим актёром, но и очень приятным, общительным человеком». Работал в труппе до 1949 года, был партнёром по сцене ведущей актрисы театра А. Г. Коонен, играл с ней в спектаклях «Мадам Бовари» по Г. Флоберу (Родольф) и «Без вины виноватые» А. Н. Островского (Незнамов).
В 1949 году на экраны вышел фильм М. Э. Чиаурели «Падение Берлина», в котором актёр исполнил роль нацистского генерала Кребса. Рассказывали, что И. В. Сталин был восхищён игрой актёра в этом фильме, сказав, что именно так и надо изображать врагов.
С 1949 года (с перерывом) — актёр Малого театра, куда, по совету А. Я. Таирова, поступил после того, как в 1949 году Камерный театр был закрыт. С первых же шагов на сцене театра занял лидирующее положение в труппе. В 1950—1951 годах — актёр Театра имени Ленинского комсомола (ныне — Ленком).
Кроме ролей в кино, много работал на радио, озвучивал мультфильмы и дублировал зарубежные кинофильмы. Стал известен как «голос Луи де Фюнеса».
Был председателем кооператива «Работников Малого театра» в подмосковном посёлке Валентиновка.
Скончался 17 ноября 1986 года в Москве на 80-м году жизни. Похоронен в Москве на Ваганьковском кладбище, на 58-м участке, рядом со своим зятем А. С. Эйбоженко.

## Семья
- жена (с 1938) — Нина Павловна Чернышевская (1909—2007)[13], до 1942 года — ведущая актриса Днепропетровского театра русской драмы им. М. Горького, в 1942—1949 годах — актриса Камерного театра[14][15].
  - дочь — Наталья Владимировна Кенигсон (1939—2018), актриса[16]. Жила в Германии.
- зять — Эйбоженко, Алексей Сергеевич (1934—1980), актёр.
- внук — Эйбоженко, Алексей Алексеевич (р. 1970), теле- и радиоведущий.

## Звания и награды
- заслуженный артист РСФСР (1954)
- народный артист РСФСР (1968)
- народный артист СССР (1982)
- Сталинская премия первой степени (1950) — за исполнение роли генерала Кребса в фильме «Падение Берлина» (1949)
- орден Трудового Красного Знамени (04.11.1974)
- Фестиваль драматических и музыкальных произведений чехословацких авторов (1973, Премия за роль Ярослава Пруса, «Средство Макропулоса» К. Чапека)
- Лауреат III Фестиваля драматического искусства ЧССР в СССР (1983, роль Бедьяра в спектакле «Незрелая малина» И. Губача.

## Творчество

### Роли в театре
- «Уриэль Акоста» К. Гуцкова — Уриэль Акоста
- «Коварство и любовь» Ф. Шиллера — Фердинанд
- «Живой труп» Л. Н. Толстого — Фёдор Васильевич Протасов
- «Царь Фёдор Иоаннович» А. К. Толстого — Царь Фёдор Иоаннович

#### Днепропетровский театр русской драмы им. М. Горького
- «Свадьба Кречинского» А. В. Сухово-Кобылина — Михаил Васильевич Кречинский
- «Дети солнца» М. Горького — Протасов
- «Собака на сене» Лопе де Вега — Теодоро[17]
- «Большевик» Д. Дэля — Я. М. Свердлов[17]

#### Камерный театр
- 1943 — «Раскинулось море широко…» В. В. Вишневского, А. А. Крона, В. Б. Азарова — Миша, матрос-кочегар[18]
- 1945 — «Без вины виноватые» А. Н. Островского — Григорий Незнамов[19]
- 1947 — «Жизнь в цитадели» А. М. Якобсона — Анте Куслап, майор Красной Армии
- «О друзьях-товарищах» В. З. Масса и М. А. Червинского — Брагин
- «Ветер с юга» Э. Грина и Б. М. Филиппова — Вилхо
- «Лев на площади» И. Г. Эренбурга — Пике
- «Мадам Бовари» Г. Флобера — Родольф

#### Малый театр
- 1949 — «Незабываемый 1919-й» В. В. Вишневского — Дэкс-Урванцов
- 1952 — «Порт-Артур» И. Ф. Попова и А. Н. Степанова — Танака
- 1952 — «Живой труп» Л. Н. Толстого — следователь
- 1952 — «Дорога свободы» Г. Фаста — мистер Холмс
- 1952 — «Северные зори» Н. Н. Никитина — Драницын
- 1953 — «Эмилия Галотти» Г. Э. Лессинга — Этторе Гонзага
- 1953 — «Шакалы» А. М. Якобсона — Курт Шнейдер
- 1954 — «Иван Рыбаков» В. М. Гусева — Титов
- 1954 — «Варвары» М. Горького — Монахов
- 1954 — «Опасный спутник» А. Д. Салынского — Белышев
- 1955 — «Проданная колыбельная» Х. Лакнесса — Пикок
- 1955 — «Эмилия Галотти» Э. Лессинга — Маринелли
- 1958 — «Почему улыбались звёзды» А. Е. Корнейчука — профессор Погода
- 1959 — «Власть тьмы» Л. Н. Толстого — Пётр
- 1959 — «Веер леди Уиндермир» О. Уайльда — лорд Дарлингтон
- 1960 — «Иванов» А. П. Чехова — Шабельский
- 1960 — «Любовь Яровая» К. А. Тренёва — полковник Кутов
- 1960 — «Ярмарка тщеславия» по У. Теккерею — милорд Стайн
- 1960 — «Иван Рыбаков» В. М. Гусева — Иван Рыбаков
- 1962 — «Маскарад» М. Ю. Лермонтова — неизвестный
- 1963 — «Нас где-то ждут» А. Н. Арбузова — Праздников
- 1963 — «Луна зашла» Д. Стейнбека — Джордж Корелл
- 1964 — «Украли консула» Г. Д. Мдивани — Антонио
- 1965 — «Рождество в доме сеньора Купьелло» Э. де Филиппо — Паскуалино
- 1967 — «Оптимистическая трагедия» В. В. Вишневского — Сиплый
- 1967 — «Джон Рид» Е. Р. Симонова — А. В. Луначарский
- 1969 — «Бешеные деньги» А. Н. Островского — Григорий Борисович Кучумов
- 1970 — «Признание» С. А. Дангулова — Г. В. Чичерин
- 1971 — «Свадьба Кречинского» А. В. Сухово-Кобылина — Михаил Васильевич Кречинский
- 1972 — «Фальшивая монета» М. Горького — Кемской
- 1973 — «Средство Макропулоса» К. Чапека — Ярослав Прус
- 1976 — «Господа Головлёвы» М. Е. Салтыкова-Щедрина — Иудушка Головлёв
- 1977 — «Любовь Яровая» К. А. Тренёва. Режиссёр П. Н. Фоменко — Елисатов
- 1978 — «Берег» по Ю. В. Бондареву — Дицман
- 1980 — «Вызов» Г. М. Маркова, Э. Шима — Великанов
- 1983 — «Выбор» Ю. В. Бондарева — Щеглов
- 1983 — «Незрелая малина» И. Губача — Бедьяр
- 1986 — «Доходное место» А. Н. Островского — Аким Акимович Юсов

#### Театр имени Ленинского комсомола
- 1951 — «Восходит солнце…» С. Вургуна — И. В. Сталин

### Радиоспектакли
- «Братья Козельцовы» Л. Н. Толстого — Батрищев
- «Зелёный луч» по Л. С. Соболеву — Луников
- «Маскарад» М. Ю. Лермонтова — Неизвестный
- «Живой труп» Л. Н. Толстого — Судебный следователь
- «Пер Гюнт» Г. Ибсена — Доврский король
- «Млисс» Б. Гарта — актёр
- «Русский вопрос» К. М. Симонова — Макферсон

### Постановки в театре
- 1956 — «Ночной переполох» М.-Ж. Соважона

### Фильмография

#### Роли в кино
1. 1949 — Падение Берлина — генерал Кребс
2. 1951 — Незабываемый 1919-й год — Дэкс-Урванцов
3. 1954 — Аттестат зрелости — Пётр Германович Страхов
4. 1955 — Дорога — Реджинальд Снайдерс
5. 1957 — Огненные вёрсты — Сергей Петрович Беклемишев (он же белый полковник Виктор Михайлович)
6. 1958 — Дело «пёстрых» — Зотов
7. 1959 — Любой ценой — Швальдер
8. 1961 — Иван Рыбаков — Титов
9. 1962 — Цепная реакция — «Кардинал»
10. 1963 — Сотрудник ЧК — Берзинь
11. 1965 — Друзья и годы — Куканов
12. 1965 — Чрезвычайное поручение — Кривой
13. 1966 — Два билета на дневной сеанс — Рубцов
14. 1967 — В ночь на воскресенье (короткометражный)
15. 1967 — Майор Вихрь — Трауб
16. 1968 — Они живут рядом — Семён Ефимович
17. 1967 — Штрихи к портрету В. И. Ленина (Фильм № 1 «Поимённое голосование») — Александр Юльевич Ге
18. 1968 — Удар! Ещё удар! — Макар Васильевич Хомутаев, председатель общества «Заря»
19. 1968 — Пассажир с «Экватора» — Габуш
20. 1969 — Взрыв после полуночи — Рендель
21. 1969 — Ночь перед рассветом
22. 1970 — Любовь Яровая — Малинин
23. 1973 — Семнадцать мгновений весны — германский экс-министр в изгнании Краузе
24. 1973 — За час до рассвета — генерал Седых
25. 1973 — Человек в штатском — комкор
26. 1973 — Моя судьба — Петров
27. 1975 — Бегство мистера Мак-Кинли
28. 1975 — Последняя жертва — Салай Салтаныч
29. 1976 — Огненный мост — Аркадий Дубровин
30. 1978 — Право первой подписи — Викас
31. 1978 — Выстрел в спину — Ника Никифоров, старый актёр
32. 1979 — По данным уголовного розыска — Володя Гомельский
33. 1979 — Служба ликвидации (короткометражный) — Фергюссон, бизнесмен
34. 1982 — Следствие ведут ЗнаТоКи. Он где-то здесь — Алексей Прокопьевич Щепкин
35. 1983 — Лунная радуга — Роган
36. 1984 — Приходи свободным — генерал Ляхов
37. 1984 — Берег его жизни — Вильсон
38. 1985 — Салон красоты — Пётр Максимович Лагунов
39. 1986 — Голова горгоны — Николай Александрович Лавров

#### Телеспектакли
- 1960 — Поднятая целина
- 1962 — Вашингтонская история — Джим Грейсон, главный адвокат Комиссии
- 1964 — Порт-Артур — барон Танака
- 1966 — Лабиринт — комиссар полиции
- 1967 — Северный свет — Смит
- 1972 — Былое и думы — Леонтий Васильевич Дубельт
- 1974 — Дом Островского — Григорий Борисович Кучумов
- 1975 — Свадьба Кречинского — Кречинский Михаил Васильевич
- 1975 — Фальшивая монета — Кемской
- 1976 — Признание — Чичерин
- 1976 — Топаз — Режи Кастель-Бенак
- 1976 — Ярмарка тщеславия — Милорд Стайн
- 1977 — Джентльмены, которым не повезло — Билл Чалмерс
- 1977 — Оптимистическая трагедия — Сиплый
- 1978 — Бешеные деньги — Григорий Борисович Кучумов
- 1978 — Господа Головлёвы — Порфирий Владимирович Головлёв
- 1978 — Средство Макропулоса — Ярослав Прус
- 1980 — Берег — Дицман
- 1980 — Осенних дней очарованье — сопредседатель секции любителей старинной звукозаписи при музее музыкальной культуры
- 1981 — Вызов — профессор Великанов
- 1981 — Любовь Яровая — Аркадий Петрович Елисатов
- 1983 — Не заплачу! — Лоренцо Струмилло
- 1985 — Незрелая малина — Бедьяр
- 1985 — Сеанс гипнотизёра — Чашкин

#### Дублирование фильмов

##### Луи де Фюнес
1. 1964 — Фантомас — комиссар Жюв[20] (дубляж киностудии «Союзмультфильм», 1967 г.)
2. 1965 — Разиня — Леопольд Сароян[20][10] (дубляж киностудии «Союзмультфильм», 1968 г.)
3. 1966 — Большая прогулка — дирижёр Станислас Лефор[20] (дубляж киностудии «Союзмультфильм», 1971 г.)
4. 1967 — Оскар — Бертран Барнье[20] (дубляж киностудии «Союзмультфильм», 1968 г.)

##### Другие фильмы
1. 1952 — Фанфан-тюльпан — Фиер-а-Бра (роль Н. Роквера)[21] (дубляж киностудии им. Горького, 1954 г.)
2. 1975 — Зорро — полковник Уэрта (роль С. Бейкера)[20] (дубляж киностудии «Союзмультфильм», 1976 г.)

#### Озвучивание мультфильмов
- 1965 — Гунан-Батор
- 1966 — Главный Звёздный
- 1969 — Крокодил Гена — рассказчик / продавец / директор магазина / лев Чандр / прохожий в берете
- 1970 — Кентервильское привидение — сэр Саймон Кентервиль, привидение
- 1970 — Синяя птица — Богач
- 1975 — Алдар-Косе — текст от автора / закадровый перевод песен
- 1980 — Лебеди Непрядвы — Мамай
- 1981 — Тайна третьей планеты — робот с планеты Шелезяка / голос бортового компьютера «Пегаса»[источник не указан 576 дней] / робот-официант / ушан-полицейский[источник не указан 576 дней]
- 1985 — Сказ о Евпатии Коловрате — советник хана
- 1986 — Собакодром (Фитиль № 294) — тренер

#### Режиссёр
- 1963 — Собаки (фильм-спектакль)

#### Архивные кадры
- 2002 — Глава 89. Владимир Кенигсон (из цикла передач Леонида Филатова «Чтобы помнили») (документальный)
- 2002 — Отрицательный? Обаятельный! Неразгаданный Владимир Кенигсон (документальный)
- 2010 — Двое против Фантомаса. Де Фюнес — Кенигсон (документальный)